# اقتصاد نيبال
يعتمد اقتصاد نيبال إلى حد كبير على الزراعة والتحويلات المالية. كانت نيبال مجتمع زراعي منعزل حتى منتصف القرن العشرين، دخلت نيبال العصر الحديث في عام 1951 بدون مدارس أو مستشفيات أو طرق أو اتصالات أو طاقة كهربائية أو صناعة أو خدمة مدنية. ولكن فقد أحرزت البلاد تقدمًا نحو النمو الاقتصادي المستدام منذ الخمسينيات. انفتحت البلاد على التحرير الاقتصادي، مما أدى إلى النمو الاقتصادي وتحسين مستويات المعيشة مقارنة بالماضي.
طبقت النيبال سلسلة من الخطط الخمسية في محاولة منها لإحراز تقدم في التنمية الاقتصادية. في عام 2002؛ أنجزت خطتها التاسعة للتنمية الاقتصادية وسرعان ما أصبحت عملتها قابلة للتحويل، فضلًا عن خصخصة 17 مؤسسة حكومية. تُشكل المساعدات الخارجية للنيبال أكثر من نصف ميزانية التنمية. تمثلت أولويات الحكومة على مر السنين بتطوير مرافق النقل والاتصالات، والزراعة، والصناعة. منذ عام 1975، تركزت الجهود على تحسين الإدارة الحكومية وجهود التنمية الريفية.
تواصل الزراعة السيطرة على النشاط الاقتصادي الرئيسي للنيبال، إذ يعمل بها نحو 65% من إجمالي السكان كما تساهم بنحو 31.7% من الناتج المحلي الإجمالي. تُمثل الأراضي القابلة للزراعة فقط 20%؛ في حين تُشكّل الأراضي الأخرى المُشجّرة (على سبيل المثال المُغطاة بالشجيرات والمراعي والغابات) نحو 40.7%؛ أما المناطق المتبقية فمعظمها جبلية. تضم قائمة المحاصيل الغذائية الرئيسية في النيبال الفواكه والخضراوات (التفاح، والكمثرى، والطماطم، والسلطات المختلفة، والدراق، والنكتارين، والبطاطا)، بالإضافة إلى الرز والقمح. تُنتج منطقة تيراي السهلية فائضًا زراعيًا، يعود جزء منه لدعم مناطق التلال التي تعاني من النقص الغذائي.
يعتمد الناتج المحلي الإجمالي كثيرًا على التحويلات المالية (9.1%) من العمال الأجانب. وبالتالي، لم تحقق التنمية الاقتصادية في الخدمات الاجتماعية والبنية التحتية في النيبال نقلةً نوعيةً. هناك نظام تعليم ابتدائي على مستوى البلاد قيد التطوير،  وتضم جامعة تريبوفان عدة حرم جامعية. على الرغم من استمرار الجهود المبذولة في سبيل اجتثاث الملاريا، فقد تمت مكافحتها في منطقة تيراي الخصبة في الجنوب والتي كانت غير صالحة للسكن سابقًا. ترتبط العاصمة كاتماندو بالهند وبمناطق التلال المجاورة بواسطة الطرق وشبكة متوسعة من الطرق السريعة. في 17 فبراير من عام 2008، سببّ إضراب عام وشالّ للحركة في جنوب النيبال نفاد العاصمة تقريبًا من الوقود ونقل الإمدادات.
ترتبط المدن الرئيسية بالعاصمة بواسطة الهاتف والخدمات الجوية المحلية. ازدهرت في السنوات الأخيرة صناعات السجاد والملابس الموجهة نحو التصدير بسرعة وتمثل الآن مجتمعةً نحو 70% من صادرات البضائع.
يُعد مؤشر تكاليف المعيشة في النيبال أقل نسبيًا مما هو عليه في العديد من البلدان إلا أنه ليس أقلّها. انخفضت في السنوات الأخيرة نوعية الحياة إلى مقدار أقل رغبةً بكثير. احتلت النيبال المرتبة 54 على مؤشر الجوع العالمي لعام 2011، من أسوأ 81 دولة أُجري عليها التصنيف (تلك التي حصلت على مؤشر جوع عالمي أكبر من 5) بين كمبوديا وتوغو. تُعد نتيجة النيبال الحالية على المؤشر والتي بلغت 19.5 أفضل مما كانت عليه في عام 2010 (20) وبتحسن ملحوظ عن نتيجة عام 1990 البالغة (27.5).
احتلت نيبال المرتبة 108 في مؤشر الابتكار العالمي في عام 2023. لكنها تراجعت مركزاً واحداً في مؤشر عام 2024 لتحل في المركز 109.

## الاستثمارات الأجنبية والضرائب
تصل أعداد ضخمة من الاستثمارات الأجنبية الصغيرة إلى النيبال عن طريق النيباليين غير المقيمين، الذين يستثمرون في المراكز التجارية، والساحات العامة، والعقارات، والسياحة وغيرها. تتميز النيبال بقدرة عالية على توليد الكهرباء بالطاقة المائية. وعلى ذلك، استثمر عدد كبير من الشركات الأجنبية في هذا المجال، إلا أن تزعزع الاستقرار السياسي حال بإيقاف سير العملية في نفس الوقت الذي تزدهر فيه من تلقاء نفسها.

## الإحصائيات
يوضح الجدول التالي أهم المؤشرات الاقتصادية للفترة 1980-2018.
| السنة                                                                 | 1980       | 1985       | 1990        | 1995        | 2000        | 2005        | 2006        | 2007        | 2008        | 2009        | 2010        | 2011        | 2012        | 2013        | 2014        | 2015        | 2016        | 2017        | 2018        | 2019       | 2020      | 2021       | 2022       |
| --------------------------------------------------------------------- | ---------- | ---------- | ----------- | ----------- | ----------- | ----------- | ----------- | ----------- | ----------- | ----------- | ----------- | ----------- | ----------- | ----------- | ----------- | ----------- | ----------- | ----------- | ----------- | ---------- | --------- | ---------- | ---------- |
| الناتج المحلي الإجمالي بالدولار (تعادل القدرة الشرائية)               | 6.02 مليار | 9.86 مليار | 14.39 مليار | 20.90 مليار | 28.75 مليار | 38.45 مليار | 40.97 مليار | 43.49 مليار | 47.05 مليار | 49.56 مليار | 52.58 مليار | 55.50 مليار | 59.23 مليار | 62.67 مليار | 67.62 مليار | 70.62 مليار | 71.82 مليار | 78.59 مليار | 84.37 مليار | 103.28 Bln | 119.9 Bln | 132.13 Bln | 142.81 Bln |
| نصيب الفرد من الناتج المحلي الإجمالي بالدولار (تعادل القدرة الشرائية) | 404        | 590        | 767         | 977         | 1,211       | 1,500       | 1,579       | 1,659       | 1,777       | 1,853       | 1,946       | 2,031       | 2,142       | 2,239       | 2,387       | 2,464       | 2,477       | 2,679       | 2,842       | 3,256      | 3,771     | 4,189      | 4,767      |
| النمو                                                                 | −2.3 %     | 6.1 %      | 14.4 %      | 3.5 %       | 6.1 %       | 3.5 %       | 3.4 %       | 3.4 %       | 6.1 %       | 4.5 %       | 4.8 %       | 3.4 %       | 4.8 %       | 4.1 %       | 6.0 %       | 3.3 %       | 0.6 %       | 8.2 %       | 6.7 %       |            |           |            |            |
| التضخم                                                                | 9.8 %      | 4.1 %      | 8.9 %       | 7.7 %       | 3.4 %       | 4.5 %       | 8.0 %       | 6.2 %       | 6.7 %       | 12.6 %      | 9.6 %       | 9.6 %       | 8.3 %       | 9.9 %       | 9.0 %       | 7.2 %       | 9.9 %       | 4.5 %       | 4.2 %       |            |           |            |            |
| الدين الحكومي (نسبة مئوية من الناتج المحلي الإجمالي)                  | ...        | ...        | ...         | ...         | 58 %        | 51 %        | 49 %        | 43 %        | 42 %        | 39 %        | 34 %        | 32 %        | 34 %        | 32 %        | 28 %        | 25 %        | 27 %        | 27 %        | 27.4 %      |            |           |            |            |